# Santuario Nacional Pampa Hermosa
Das Santuario Nacional Pampa Hermosa (SNPH) ist ein nationales Schutzgebiet in Zentral-Peru in der Region Junín. Es wurde am 26. März 2009 eingerichtet. Verwaltet wird es von der staatlichen Naturschutz-Agentur Servicio Nacional de Areas Naturales Protegidas por el Estado (SERNANP). Das Areal besitzt eine Fläche von 115,44 km². Es entspricht der IUCN-Kategorie III, vergleichbar einem Naturdenkmal in Deutschland. Das Santuario Nacional Pampa Hermosa dient der Erhaltung der Bergregenwälder in der peruanischen Zentralkordillere. Das Gebiet weist eine hohe Biodiversität auf.

## Lage
Das Schutzgebiet befindet sich in der peruanischen Zentralkordillere in den Distrikten Huasahuasi (Provinz Tarma) und Chanchamayo (Provinz Chanchamayo), 15 km nordwestlich der Stadt San Ramón. Das Areal wird über die Flüsse Río Ulcumayo und Río Casca, den beiden Quellflüssen des Río Oxabamba, entwässert.

## Ökosystem
Im Schutzgebiet kommt der Andenfelsenhahn (Rupicola peruvianus), der Kurzlappen-Schirmvogel (Cephalopterus ornatus), der Goldkehltukan (Ramphastos ambiguus), der Laucharassari (Aulacorhynchus prasinus) sowie der Grünhäher (Cyanocorax yncas) vor.
Im Schutzgebiet leben Baumsteigerfrösche der Gattung Epipedobates. Zur Flora des Schutzgebietes gehören folgende Pflanzenarten: Cedrela angustifolia aus der Familie der Mahagonigewächse, die Anden-Walnuss (Juglans neotropica), Retrophyllum rospigliosii, Podocarpus montanus, die Gattungen Brosimum und Clarisia aus der Familie der Maulbeergewächse sowie Ladenbergia aus der Familie der Rötegewächse.